# أزرتي
أزرتي هو ترتيب مخصص للحروف اللاتينية ومختلف الحروف المطبعية على أزرار آلات الكتابة ولوحات مفاتيح جهاز الحاسب الآلي. تستمد تخطيطها من كوارتز الألمانية وكويرتي الإنجليزية مع وجود اختلافات الخصوصية الوطنية لفرنسا وبلجيكا، كلمة أزرتي مأخوذة من الحروف الستة الأولى للسطر الأول لأزرار الحروف.

لوحة مفاتيح أزرتي المستعملة في فرنسا ودول أخرى

التجارب الأولى لتركيب لوحة مفاتيح أجريت سنة 1865م، حيث حصلت سنة 1968 على براءة اختراع. تعتمد هذه التقنية على ترتيب الحروف حسب أهميتها واستعمالها في الكلمات الفرنسية.

## مواضيع ذات صلة
- كويرتي